# Afrani Quintià
Afrani Quintià (en llatí Afranius Quintianus) va ser un senador romà del segle i. Formava part de la gens Afrània, una gens romana d'origen plebeu.
Portava una vida desordenada i l'emperador Neró el va ridiculitzar en un poema. Com a revenja va participar en la conspiració de Gai Calpurni Pisó per enderrocar Neró. Quan la conspiració va ser descoberta es va suïcidar abans de ser capturat i va dir "non ex priore vitae mollitia", segons recorda Tàcit.